# Le Gué-de-la-Chaîne
Le Gué-de-la-Chaîne là một xã thuộc tỉnh Orne trong vùng Normandie tây bắc nước Pháp . Xã này nằm ở khu vực có độ cao trung bình 170 mét trên mực nước biển. Vào ngày 1 tháng 1 năm 2017, xã đã được hợp nhất thành 1 xã mới có tên là Belforêt-en-Perche.